# Lussa Vince
Lussa Vince (Budapest, 1924. február 22. - Budapest, 2006. február 28.) Balázs Béla-díjas (1983) magyar fotóművész, természetfotós, reklám-, aktfotós, és szobrászművész

## Életpályája
Gyermekkorától zenélt, fotózott és írt, de műszaki tisztviselőként dolgozott. Tizenévesen kapta első fényképezőgépét. A háború miatt zongoráját, és fényképezőgépét elvesztette egy időre. Megmaradt viszont a műszaki pálya, de amint lehetőségei engedték, újra a fotózás felé fordult. Volt fotóriporter, portréfényképész, címlapfotós és reklámillusztrátor is. A Képzőművészeti Főiskolára járt, ahol elméletet és gyakorlatot egyaránt tanult, innen ered a Auguste Rodin iránti csodálata és a szobrászi ihletettségű fotózás. 
Képei már gimnazista diákként megjelentek és 1941-ben többet publikáltak. Az ötvenes évektől kezdi újra s talál utat a természetfotózáshoz a Jeli és a Kámoni Arborétumokban készített felvételei által.
1957-től a Magyar Fotóművészek Szövetsége tagjai sorába választják az akt fotói alapján, és  egyre több helyen állítanak ki külföldön s adnak egyes alkotásaira kiemelkedő nemzetközi díjakat is.
A 60 as években aktfotóit pornográf képeknek minősítették, amiért börtönbüntetést is kapott.
A háború után a Képzőművészeti Főiskolán Pátzay Páltól szobrászatot kezdett tanulni. ahol látta a lehetőséget,  aktmodellekről nemcsak szobrot, hanem fényképeket is tudna készíteni. A korszellem azonban ennek a műfajnak sem akkor, sem később, a hatvanas években nem kedvezett.
A hatvanas években az aktfényképezést, a fotók külföldi megjelentetését az illetékesek még akkor sem nézték jó szemmel, ha azt „minősített” fotóművész végezte… Lussa Vince emiatt csak a magyar reklámipar feltörekvő korszakában lett  keresett és megbízásokkal elhalmozott fotós. Sok felvételt készített a magyar filmek külföldi propagálására, valamint divatcikkek, fürdőruhák, strandeszközök, testápolók  népszerűsítésére, amelyeknek a használatával kapcsolatban a szép nők egyáltalán szóba kerülhettek.
Miután meghonosították a poszter műfaját, az erotikus- és színes aktfotók naptáron történő megjelenítését is engedélyezték. Lussa Vince azonban  mindig a formák szépségét kereste és mutatta meg tájképein, aktfotóin. Az 1940-es évektől négy évtizeden át fényképezett meztelen női kivétel nélkül mind szépek, szépen világítottak. Példaképének nem fotográfusokat, hanem festőket, grafikusokat választott, amihez egész pályáján hű maradt.
Közönségétől 1984-ben, a Vigadó Galériában – kereken száz képpel – búcsúzott. Azt követően  visszavonult.

„negatívok és kópiák ezreit semmisí- tette meg, talán valamiféle lovagias gesztusból, hogy modelljei, az olyannyira tisztelt lányok (sokan azóta nagymamák) megszabaduljanak attól a veszélytől, hogy a képek egyszer valamikor talán ,,illetéktelen’’ kezekbe kerülnek…”

– Timár Péter: Fotóművészet  

Szülei: Lussa Vince József műszaki nagykereskedő (1879-1941) és Vézner Erzsébet Jolán (1890-?) voltak. 1940-től készített fotókat. 1940-1942 között a MAOSZ tanulója volt. 1942-ben érettségizett. 1955-től volt hivatásos fotóművész. 1957-1984 között autonóm alkotásokat készített. 1958-tól állította ki műveit. 1970-től reklámfotókat készített. 1975-től művészeti szakértőként dolgozott.

## Magánélete
1952-ben házasságot kötött Schnell Ilonával. Egy fiuk született: György (1957).

## Kiállításai

### Egyéni
- 1978, 1984 Budapest
- 1979 Győr, Szeged, Szombathely
- 1980 Veszprém, Hódmezővásárhely
- 1983 Komárom, Berlin, Hamburg
- 1986 Celldömölk
- 1987 Nagykanizsa

### Csoportos
- 1947 • Nemzetközi fényképkiállítás, Budapest
- 1987 • Magyar Fotográfia '87, Műcsarnok, Budapest

## Díjai
- FIAP-érem (1958)
- Pécsi József-díj (1987)